# Bloqueio brasileiro a Buenos Aires
O bloqueio brasileiro a Buenos Aires foi um embargo naval organizado pelo Império brasileiro no rio da Prata aos portos de Buenos Aires devido as circunstâncias da Guerra da Cisplatina, impedindo qualquer tipo de circulação e comercialização na região. Ele foi anunciado em 21 de dezembro de 1825 e durou até o fim da Guerra, em 27 de agosto de 1828. 

## Contextualização
Apesar de a guerra da cisplatina começar oficialmente no final de 1825, o ano inteiro foi marcado por diversos incidentes. 
Em primeira instância havia a insatisfação dos habitantes da região da cisplatina, região que foi anexada ao território brasileiro em 31 de julho de 1821 e anteriormente pertencera às Províncias Unidas do Rio da Prata. A postura do Império brasileiro no início foi de cautela, já que uma atitude mais direta poderia ser vista como agressão. 
A insatisfação culmina num episódio de rebelião regional em que 32 nativos, liderados por Juan Antonio Lavalleja, contando com forte apoio material e financeiro das Províncias Unidas, partiram de Buenos Aires até a costa oriental do rio Uruguai, chegando no dia 19 de abril de 1825. Os habitantes foram avisados com antecedência, e centenas se juntaram a rebelião contra o império brasileiro. O exército brasileiro foi facilmente superado, já que era um exército de reorganização recente devido as forças portuguesas terem se retirado por causa da independência. 
Em 20 de agosto há o Congresso da Flórida que determina Lavalleja como Governador e Capitão Geral da região cisplatina. Em 25 do mesmo mês ele sanciona três leis que declaram a independência e a união às Províncias Unidas. Há então uma série de pequenos conflitos e incidentes diplomáticos entre Brasil e as Provincias Unidas. 
Durante o Congresso Geral e Constitucional das Províncias Unidas em 25 de outubro de 1825, é declarado que o território cisplatino é parte integrante de sua república e que esta seria a vontade da população cisplatina. 
Em 10 de dezembro de 1825 Dom Pedro I em nome do Brasil declara oficialmente guerra às Províncias Unidas:
“Portanto, sua Majestade Imperial, chamando os Céus e o Mundo por testemunhas da pureza das suas intenções vencendo com maior custo e repugnância, que em seu coração desperta o quadro aflitivo das calamidades, que são inseparáveis de semelhantes crises, condescendendo com o voto universal dos seus fiéis e briosos súditos, cedendo, finalmente, no que deve a sua alta dignidade de Imperador Constitucional, aos deveres que lhe impõem o cargo de Defensor Perpétuo, e ao que deve à dignidade e ao bem do Império, tem declarado guerra ofensiva e defensiva ao Estado de Buenos Aires, confiando na Providência Divina, na justiça da causa e na nobreza dos ânimos dos seus leais súditos a prosperidade das Armas do Império, na imparcialidade das Nações a aprovação desta deliberação, tão dolorosa ao seu Imperial Coração, quando ela se tem tornado inevitável”

## O Bloqueio
Não houve uma estratégia de campanha por trás do Império brasileiro. A única especificação foi na declaração de guerra em que é decretado que fossem feitas todas as hostilidades possíveis por mar e terra. Porém, não foi traçado um plano de ação. 
A única medida tomada foi um bloqueio no Rio da Prata aos portos de Buenos Aires. Declarado em 21 de dezembro de 1825 teve como finalidade: impedir a ligação marítima das Províncias Unidas com o exterior; impedir a saída de corsários de Buenos Aires e da Região do Rio Negro de Patagones e destruir as forças navais das Províncias Unidas.
O anuncio foi dado avisando que o bloqueio começaria em 14 dias, permitindo que os navios estrangeiros pudessem sair da região antes de o bloqueio começar. 
A força bloqueadora estava sob comando do Almirante Rodrigo Ferreira Lobo e contava inicialmente com 3 Corvetas, 5 Brigues, 1 Brigue Escuna, 1 Barca Canhoneira e 4 Escunas. 
Em uma tentativa de saída de uma esquadra das Províncias Unidas do Porto de Bueno Aires, houve o primeiro combate, conhecido como Combate de Corales. Ainda com a força bloqueadora sob comando do Almirante Lobo houve mais quatro embates, além de receber o apoio de uma Fragata vinda do Rio de Janeiro.
Em abril há a troca de comando, com a substituição por Rodrigo Pinto Guedes, já que foi considerado que Rodrigo Lobo havia cometido erros de estratégias. A primeira medida do novo comandante é a divisão da frota bloqueadora brasileira em 4 linhas para melhor patrulhar a região do Rio da Prata.
O embargo brasileiro, e a guerra no geral, foi uma situação bem cara ao Império brasileiro. Os custos, que só aumentavam, levaram ao imperador a fazer empréstimos com a Inglaterra, para sustentar o bloqueio. Mesmo assim a oposição à existência da guerra era grande dentro do país, visando resolver esse problema e angariar fundos, o imperador faz uma visita à região em dezembro de 1826. Ele parte do Rio de janeiro levando suprimentos de todos os tipos e reforços, já que o número de deserções era grande. O imperador chega no dia 8 e, devido ao falecimento da imperatriz, parte no dia 16 do mesmo mês. 
Foram então mais 9 embates no total, entre pequenos e grandes, também contando com os eventos de provocações entre as duas partes. Os combates, com poucas exceções, foram rápidos e pequenos, já que a principal estratégia era levar os inimigos para as partes rasas do Rio da Prata. Apenas um dos confrontos ocorreu durante o ano de 1828, ano em que foi assinado o acordo de paz, já que a frota brasileira se dedicou ao combate dos corsários. 

## Fim do Bloqueio
O bloqueio brasileiro durou até o fim da guerra. A guerra, por sua vez, acabou quando Brasil e Províncias Unidas assinaram um acordo de paz. Após os dois Estados concordarem com os termos, o tratado foi assinado em 27 de agosto de 1828, acabando de vez com o período de embargo. Para solucionar o problema da disputa da região da cisplatina ficou acordado que ela se tornaria um Estado independente, criando então o Uruguai. Tanto Brasil quanto Províncias Unidas se comprometem com a integridade do novo Estado e prometem ajudar com seus poderios militares. 
A Inglaterra que mediou as relações entre os dois países desde o início do conflito, devido a seus interesses econômicos, com o objetivo de retomar as transações comerciais normais com a região que a guerra e o bloqueio aniquilaram, foi o principal articulador do tratado de paz.

## Consequências
Buenos Aires investiu no comércio e estabeleceu sua relação comercial exterior baseando-se nos princípios mais liberais, tornando-o o mais ativo. Com o bloqueio, a principal atividade econômica do lugar é diminuída, o que somado aos gastos militares que aconteceram durante a guerra, acabaram por elevar a inflação da região. Um efeito marcante foi a falta de pão e carne em Buenos Aires. 
Porém, nem todos os efeitos foram negativos, se o bloqueio prejudicava o comercio exterior e as atividades litorâneas por um lado, de outro favorecia o mercado interno ao impedir que produtos importados entrassem no país, fomentando assim a economia interior. Nesse período houve grandes vendas a preços altos das províncias do interior à Buenos Aires.
O bloqueio, apesar de ter obtido um efeito desejável ao estrangular a economia de Buenos Aires, muitos vezes foi mal executado e requereu grandes gastos por parte do império, além de um desgaste das populações próximas as regiões, afetadas fortemente pelas mudanças econômicas. 